# Svit
Svit est une ville de région de Prešov en nord de Slovaquie. Cette ville se situe à 8 kilomètres de Poprad.

## Démographie

### Évolution de la population
| Année:               | 1994. | 2004.   | 2014.   | 2024.   |
| -------------------- | ----- | ------- | ------- | ------- |
| Nombre de personnes: | 7563  | 7460    | 7739    | 7717    |
| Différence:          |       | -1,36 % | +3,73 % | -0,28 % |

| Année:               | 2023. | 2024.   |
| -------------------- | ----- | ------- |
| Nombre de personnes: | 7686  | 7717    |
| Différence:          |       | +0,40 % |